# 沖縄県道188号渡名喜港線

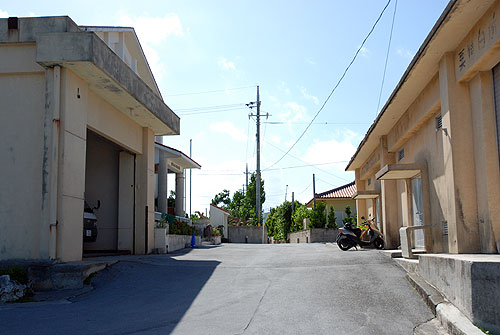
沖縄県道188号渡名喜港線

沖縄県道188号渡名喜港線（おきなわけんどう188ごう となきこうせん）は沖縄県島尻郡渡名喜村渡名喜西の渡名喜村役場と渡名喜港とを結ぶ一般県道。総延長は25mで、沖縄県内を通る国道・県道ではもっとも短い路線。

## 概要

### 区間
- 起点：島尻郡渡名喜村字渡名喜西（渡名喜村役場）
- 終点：島尻郡渡名喜村字渡名喜西（渡名喜港）
- 総延長：25m（実延長も同じ）

### 通過自治体
- 島尻郡渡名喜村（渡名喜島）

### 主要施設
- 渡名喜村役場（起点）
- 渡名喜港（終点）

## 歴史
- 1953年（昭和28年）に琉球政府道渡名喜渡名喜港線として指定（のちに政府道渡名喜港線に）。1972年（昭和47年）の本土復帰と同時に県道となった。